# Автомагістраль D4 (Чехія)
Автомагістраль D4 (чеськ. Dálnice D4), колишня швидкісна дорога R4 (чеськ. Rychlostní silnice R4) — шосе в Чехії, на південний захід від Праги.
Ділянки автомагістралі:
| Ділянка автостради                                       | Довжина            | відкриття                     | Примітки                                                                      |
| -------------------------------------------------------- | ------------------ | ----------------------------- | ----------------------------------------------------------------------------- |
| Лаховіце (Прага) - Йіловіште                             | 9,5 км (5,9 миля)  | 1970-ті роки                  | Не автомагістраль (немає паралельної дороги, переїздів, пішохідних переходів) |
| Йіловіште - Скалка (виїзд Пржибрам)                      | 32 км (20 миля)    | 1970-ті - кінець 1980-х років |                                                                               |
| Скалка - II/118                                          | 4,8 км (3,0 миля)  | 2015–2017 роки                |                                                                               |
| Міротіце - Тржебков (біля розв'язки Нова Господа з I/20) | 5,9 км (3,7 миля)  | 09/2010                       |                                                                               |
| Нова Господа - розв'язка з I/20                          | 0,8 км (0,50 миля) | 12/2007                       |                                                                               |

## Незакінчені ділянки
| Ділянка автостради  | Довжина | Початок будівництва | Завершення         |
| ------------------- | ------- | ------------------- | ------------------ |
| Хає - Мілін         | 5,7 км  | 06/2021             | планується 10/2024 |
| Мілін - Лети        | 11,6 км | 06/2021             | планується 10/2024 |
| Лети - Чимеліце     | 2,6 км  | 06/2021             | планується 10/2024 |
| Чимеліце - Міротице | 8,5 км  | 06/2021             | планується 10/2024 |
| Міротице            | 3,5 км  | 06/2021             | планується 10/2024 |

## Зображення

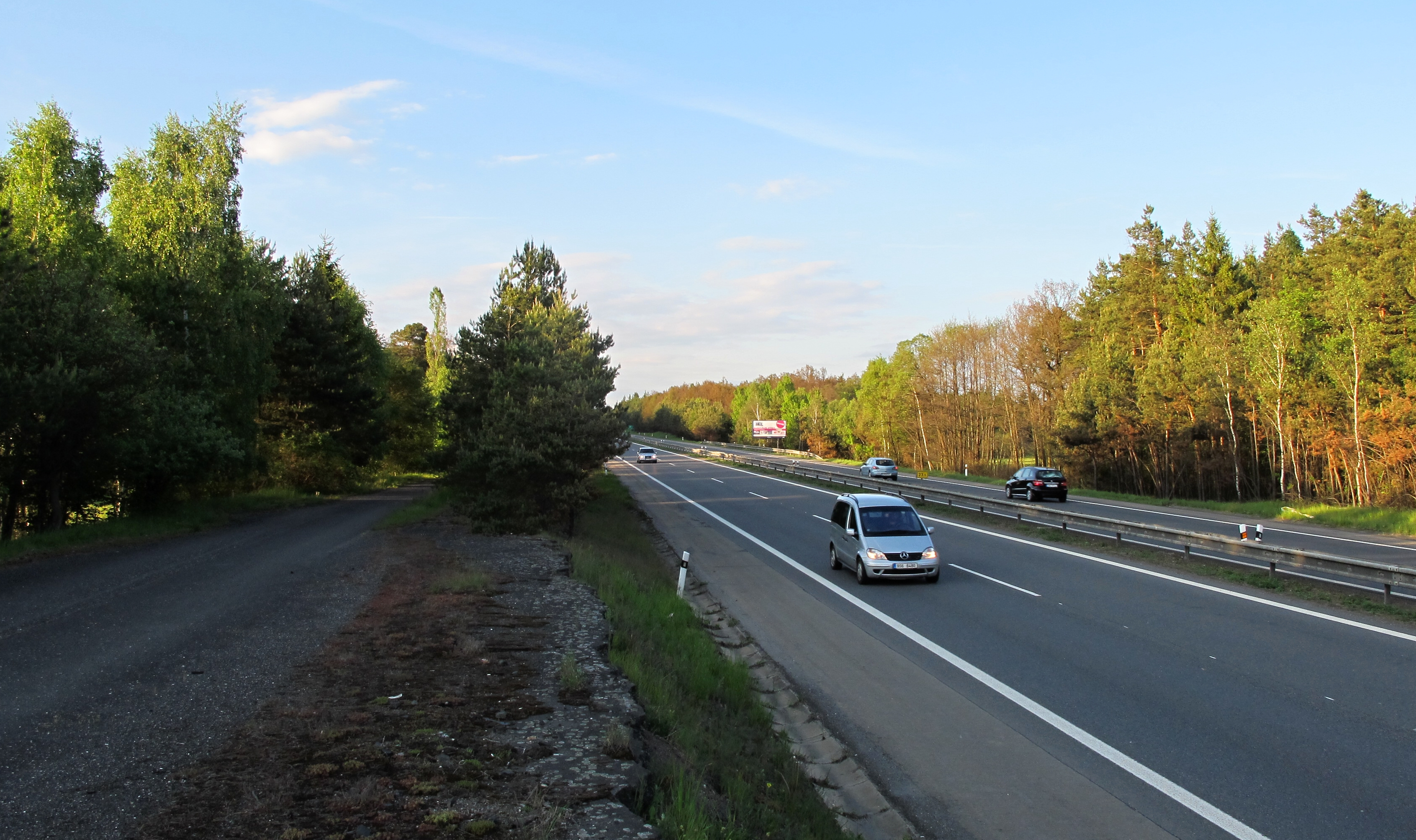
Автомагістраль D4 біля Возніце.
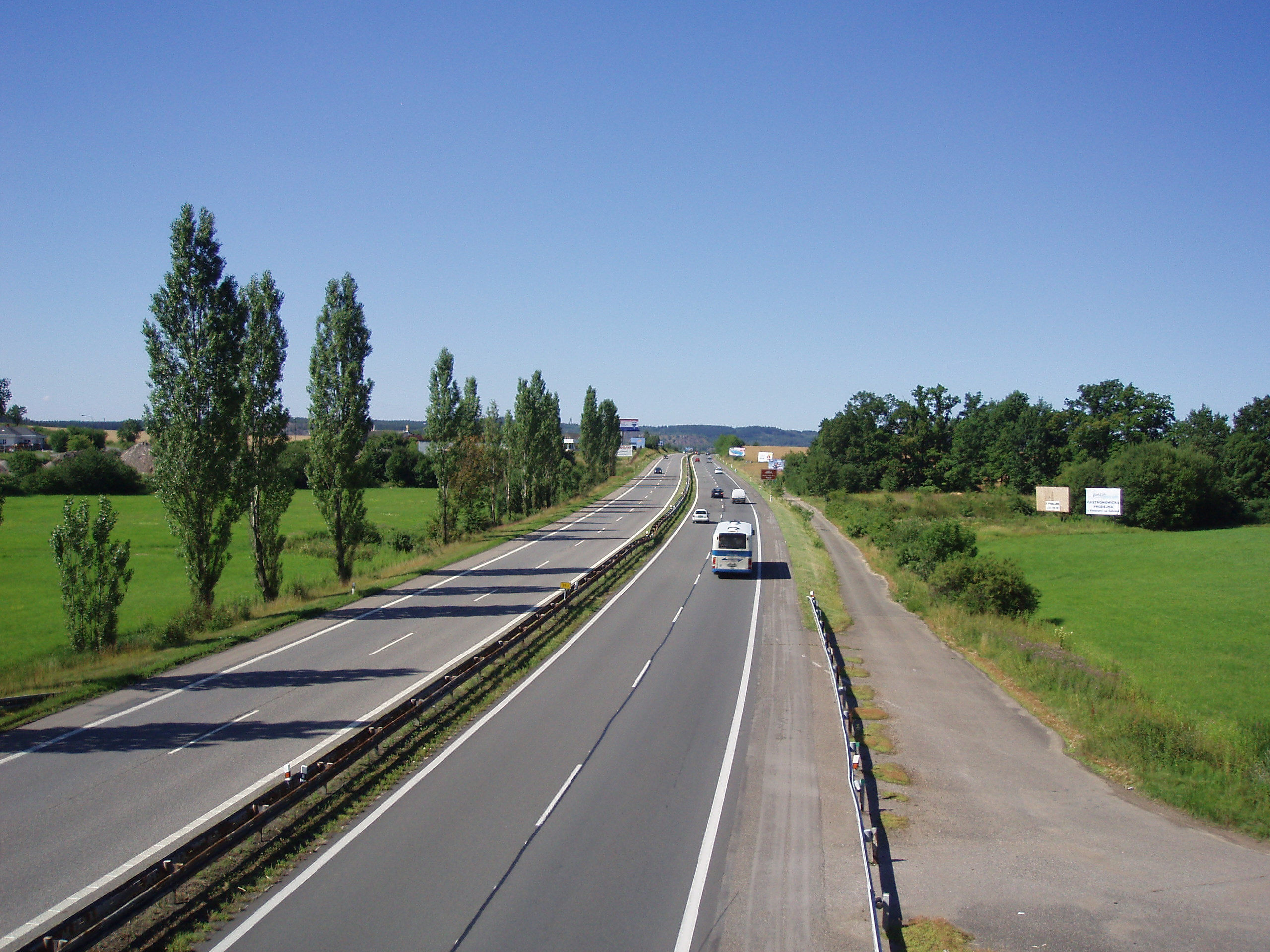
Шосе D4.